# Bojtosmókus
A bojtosmókus (Rheithrosciurus macrotis) az emlősök (Mammalia) osztályának rágcsálók (Rodentia) rendjébe, ezen belül a mókusfélék (Sciuridae) családjába tartozó faj. A faj a Rheithrosciurus nem monotipikus faja. A faj Borneó szigetén, Indonéziában, Bruneiben és Malajziában honos.
Az állatvilágban a bojtosmókusnak van legnagyobb test-farok aránya, farka 30%-kal nagyobb a testénél. Helyi állítások szerint képes önmagánál nagyobb állatokat is megtámadni, majd belsőségeiket elfogyasztani, bár ezekre az állításokra eddig nincs bizonyíték.